# Motor Lublin SA
Maillots
Actualités
Dernière mise à jour : 30 décembre 2024.
Le Motor Lublin est un club polonais de football basé à Lublin.

## Historique
- 1950 : fondation du club sous le nom de  ZKS Stal Lublin
- 1957 : le club est renommé RKS Motor Lublin
- 1998 : le club est renommé Lubelski Klub Piłkarski
- 2001 : le club est renommé LKP Motor Lublin
- 2010 : le club est renommé Motor Lublin SA

## Anciens joueurs
- Jacek Bąk
- Leszek Iwanicki
- Władysław Żmuda